# Charles Dellisse-Engrand

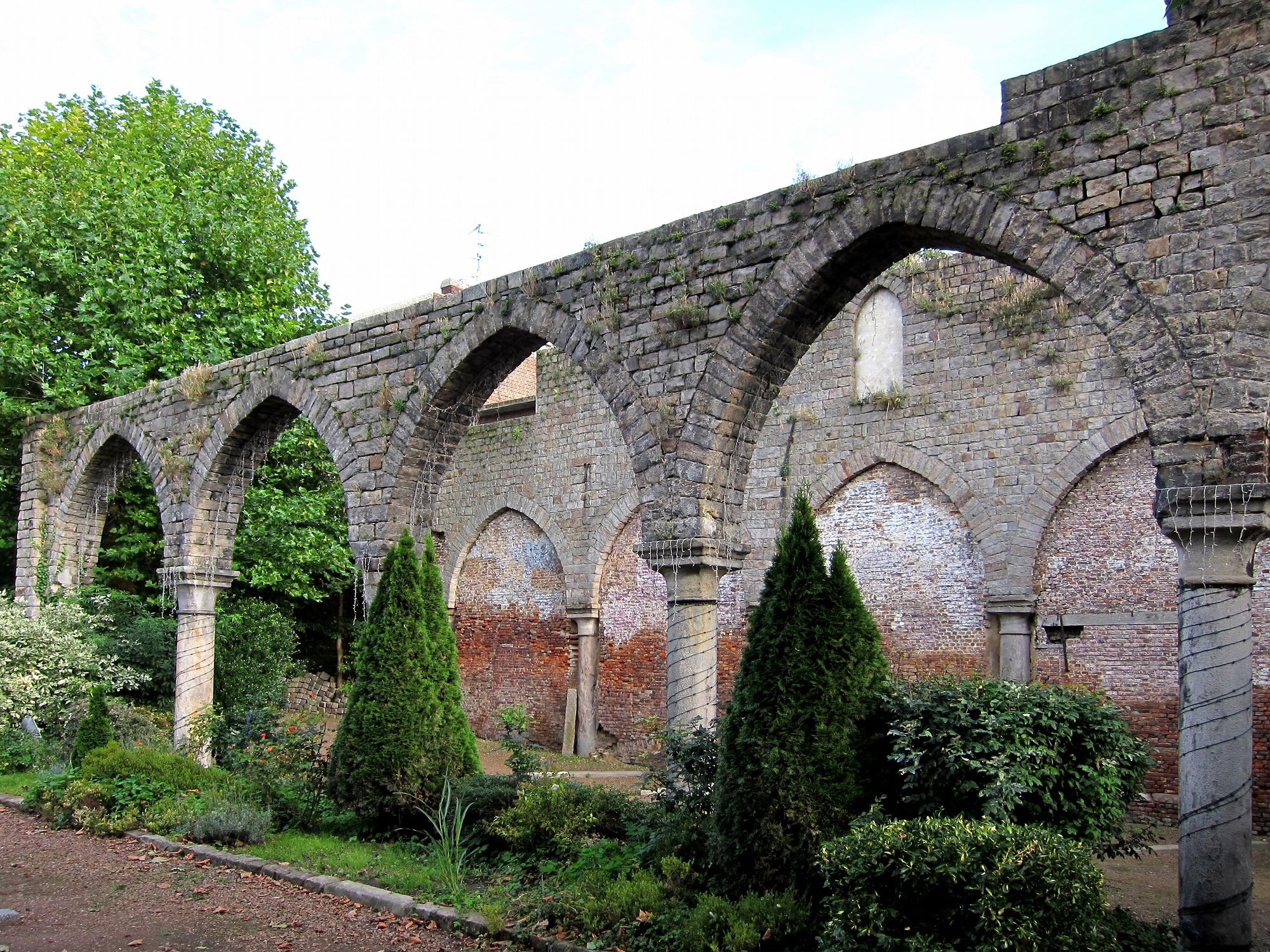
De suikerfabriek was tussen 1818 en 1894 gevestigd in de ruïnes van het voormalige recollettenklooster van Béthune.

Charles Auguste Alexandre Delisse-Engrand (Rijsel, 19 november 1811 - Béthune, 9 juni 1880) was een Frans industrieel en bonapartisch politicus. Hij was afgevaardigde in de Assemblée Nationale tijdens de Derde Franse Republiek en burgemeester van Béthune gedurende vijftien jaar.

## Levensloop

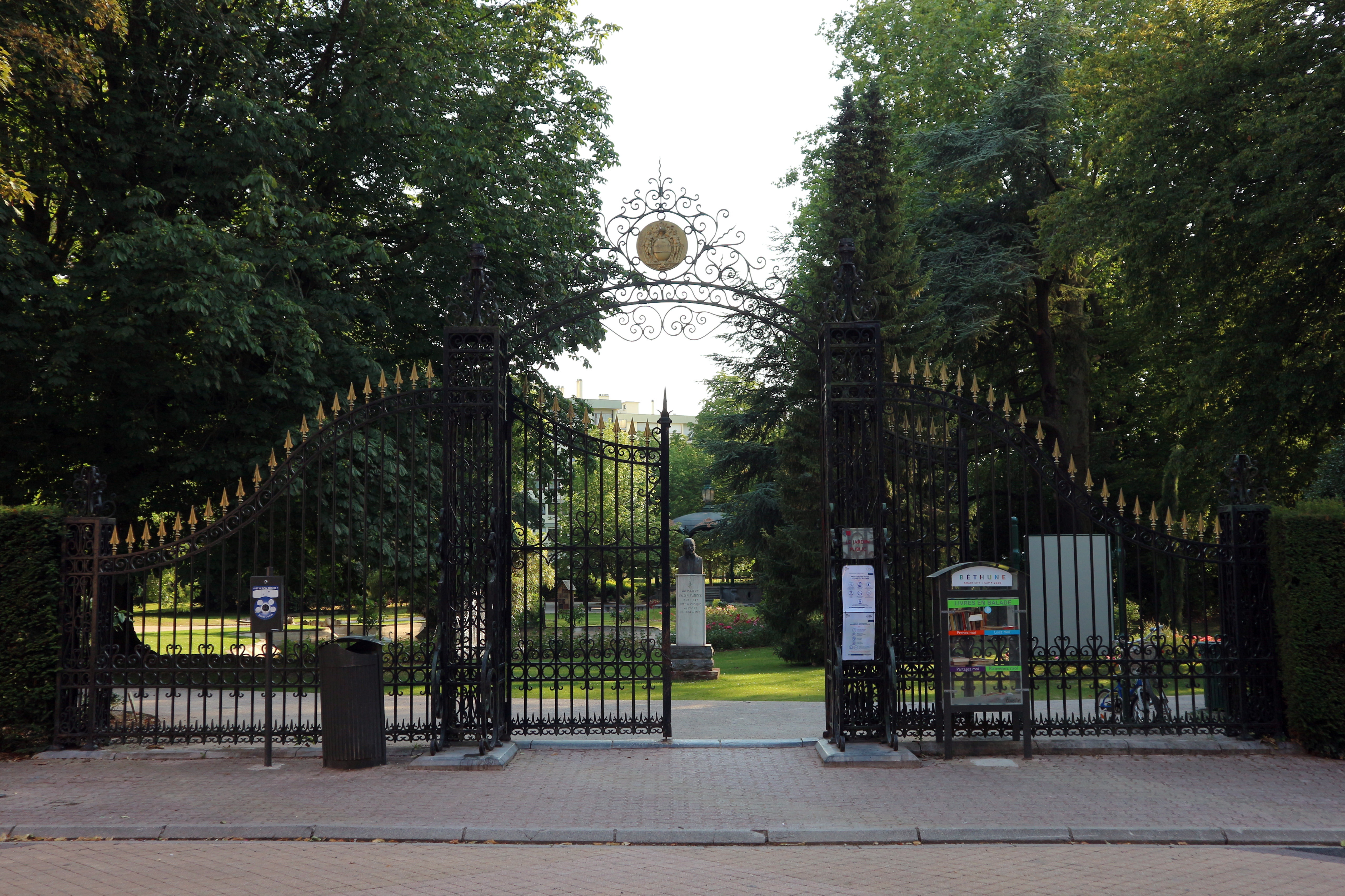
De Jardin public, het stadspark ingericht onder burgemeester Dellisse-Engrand.

Zijn vader Denis-Tiburce Dellisse (1785-1856) had in 1818 samen met zijn schoonbroer een suikerfabriek opgericht in Béthune. Dit was een van de eerste fabrieken in Frankrijk waar uit suikerbieten suiker werd gewonnen. De familie bezat ook grote landbouwpercelen. In 1840 nam Charles Dellisse-Engrand de leiding over van de fabriek. Daarnaast was hij ook bestuurder van de Compagnie des Mines de Vendin en van verschillende vennootschappen en zetelde hij in verschillende culturele en liefdadigheidsinstellingen. 
In april 1862 werd de katholiek Dellisse-Engrand, die eerder al in de gemeenteraad zetelde, voor het eerst verkozen als burgemeester van Béthune. Zijn amtstermijn was een periode van modernisering voor de stad: Béthune kreeg een treinstation, gasverlichting en een elektrische telegraaf. In 1866 diende Dellisse-Engrand plannen in voor de verfraaiing van de stad. Deze konden doorgaan na 1867 toen de stad haar statuut als versterkte plaats verloor. De stadsversterkingen werden afgebroken en in de plaats kwamen boulevards, nieuwe pleinen en het stadspark. Ook werd een nieuwe verbindingsweg tussen het stadscentrum en het station aangelegd. Deze ingrijpende werken leverden Dellisse-Engrand de bijnaam "le démolisseur" (de sloper) op. Daarnaast werd onder zijn bestuur de kerk Saint-Vaast gerestaureerd. En voor zijn inzet tijdens de cholerauitbraak van 1867 kreeg burgemeester Dellisse-Engrand een medaille. Na een korte onderbreking in 1870-1871 werd hij opnieuw verkozen als burgemeester en bleef dit tot januari 1878.
Op 1 november 1874 werd Dellisse-Engrand verkozen in de Assemblée Nationale voor Pas-de-Calais. Als bonapartist zetelde hij in de fractie Appel au peuple. Hij zetelde daar tot 7 maart 1876. Tussen 1871 en 1880 zetelde hij ook in de Conseil Général van het departement Pas-de-Calais.
Hij overleed in 1880 en werd begraven op het Cimetière Nord van Béthune. Zijn zoon Gustave Dellisse de Bonival (1840-1894) werd ook politicus.